# Простые люди (фильм, 1992)
«Простые люди» (англ. Simple Men) — кинофильм Хэла Хартли снятый в 1992 году.

## Сюжет
Братья Билл и Дэннис, объединяются после побега их отца-анархиста из больницы. Дэннис наивный выпускник колледжа, а у Билла вечные проблемы с женщинами. Братья отправляются на поиски отца, которого также ищет и полиция. Их мотоцикл ломается непонятно где, недалеко от закусочной. Там они встречают прекрасную Кейт, таинственную Элину и вспыльчивого Мартина, и решают задержаться на пару дней, постепенно запутываясь в жизни местного общества.

## В ролях
- Роберт Джон Берк — Билл Маккейб
- Билл Сейдж — Деннис Маккейб
- Karen Sillas — Кейт
- Элина Лёвенсон — Элина
- Мартин Донован — Мартин
- Mark Chandler Bailey — Майк
- Chris Cooke — Вик
- Jeffrey Howard — Нед Райфл
- Холли Мари Комбс — Ким Филдз
- Joe Stevens — Джек
- Дамиан Янг — шериф
- Marietta Marich — мама (Мэг)
- John MacKay — папа
- Bethany Wright — Мэри
- Richard Reyes — охранник